# Versace on the Floor
«Versace on the Floor» es una canción grabada por el cantante y compositor estadounidense Bruno Mars de su tercer álbum de estudio, 24K Magic (2016). La canción fue lanzada a la radio Hot AC radio el 12 de junio de 2017, como el tercer sencillo del álbum en los Estados Unidos. La pista fue lanzada originalmente por Atlantic Records como un sencillo promocional el 4 de noviembre de 2016, para descarga digital y streaming. La canción fue escrita por Mars y los coautores frecuentes Philip Lawrence, Brody Brown y James Fauntleroy, mientras que Shampoo Press & Curl se encargó de la producción. Es una pista lenta de R&B sobre la conexión de Mars con una mujer, cuyo vestido de Versace descansa en el suelo mientras disfrutan de la compañía del otro. El 27 de junio de 2017, el DJ francés David Guetta lanzó una versión de remezcla de la canción.

## Antecedentes
Inicialmente, la canción tenía seis versiones, ya que Mars llamó a su demo original una "«versión de la piscina»", que tenía un «esencia de piña colada» y contenía letras como «fly through a storm on a unicorn ... Make love on a mountain, bathe in a fountain». Sin embargo, Mars y su equipo remezclaron el ritmo para evitar el ambiente de la piscina que fluía en las primeras versiones de la canción. La versión resultante presentaba la misma letra, pero tenía una "pista musical más épica". Según Mars, estaba a punto de ser incluido en el álbum, pero «algo» lo estaba molestando: «Estamos pintando esta imagen, tanto en seda, prometo el mundo. Pero no estoy cantando. Se supone que es una gran balada en el álbum, ¡pero no se lo doy! Si realmente vamos a reducir drásticamente las cosas, tengo que estar cantando mierda». Mars y su equipo reescribieron la letra y la melodía. La versión final sonó como un «Himno de Boyz II Men que culmina con un gancho indeleble». En una entrevista con la revista Rolling Stone, Mars «dice que quería recrear el sentimiento del R&B del que se enamoró cuando era niño»".

## Lanzamiento y producción
«Versace on the Floor» fue coescrita por Bruno Mars, Philip Lawrence, Christopher Brody Brown y James Fauntleroy. Su producción fue manejada por los tres anteriores bajo su alias, Shampoo Press & Curl. Greg Phillinganes tocó el teclado, mientras que Mars, Fauntleroy y Lawrence fueron los vocalistas de fondo de la grabación. La grabación fue hecha y diseñada por Charles Moniz con asistencia de ingeniería adicional por Jacob Dennis en Glenwood Place Studios en Burbank, California. Fue mezclado en MixStar Studios en Virginia Beach por Serban Ghenea, con John Hanes sirviendo como ingeniero de mezcla. Tom Coyne masterizó la canción en Sterling Sound en la ciudad de Nueva York.
«Versace on the Floor» fue lanzado inicialmente como el único sencillo promocional tomado de 24K Magic, el 4 de noviembre de 2016 para promocionar el nuevo álbum. La canción más tarde se convirtió en el tercer sencillo oficial del álbum en los Estados Unidos y fue enviado a las estaciones de radio Hot AC el 12 de junio de 2017, en los Estados Unidos por Atlantic Records. Un día después, impactó en la contemporary hit radio estadounidense y las estaciones rhythmic contemporary a través de Atlantic Records.
Una edición de la versión del álbum fue lanzada como la versión de radio estándar en los Estados Unidos, mientras que una versión más upbeat producida por David Guetta fue lanzada internacionalmente como la versión de radio estándar.

## Composición
«Versace on the Floor» es un slow jam. La canción se ejecuta en la tecla de Re mayor con un tempo de 87 pulsaciones por minuto. La canción se mueve en el tiempo común, y la voz de Mars abarca una octava y media, de A3 to D5.

## Recepción de la crítica
Will Robinson de Entertainment Weekly comparó la canción con «When I Was Your Man» pero notó que «Versace on the Floor» es «menos nostálgica y más romántica» que la canción deº Unorthodox Jukebox track. Sasha Geffen de MTV News, opinó que la canción era «deliciosamente suave» y que está «impulsada por un tono de teclado que instantáneamente debería dar ... retrocesos a bailes lentos de octavo grado».
Varias reseñas de GQ encontraron que la canción era un «retroceso slow-jam» que sonaba como una canción de la década de 1990 inspirada en Boyz II Men, y encontró que su letra era sexual. Ellos apodaron la canción como R&B. Jon Caramanica de The New York Times describió la canción como un «golpe de mediados a finales de la evolución del R&B de los 80», así como «un nuevo y soñador homenaje con increíbles sintetizadores formando una cuna para el Sr. Mars» y se dirigió al un comienzo tierno que más tarde en la canción «modifica el estilo original, desatando el lado más contundente de su voz para convertir la dulzura en hambre». Josh Eells de Rolling Stone sintió que la canción parecía inspirarse en «Dreaming of You» de Selena y «Man in the Mirror» de Michael Jackson. Desire Thompson de la revista Vibe sintió que las letras son «seductoras» y que la canción evoca una «nostalgia de los 80», comparando la canción con los «primeros sonidos» de Jackson. Andrew Unterberger, de la revista Billboard, notó que el sencillo de los 80 «Rock Me Tonight (For Old Times Sake)» de Freddie Jackson, «retumbaba a lo largo de la espectacular pieza central de 24K Magic de Bruno». Gray Trust de Billboard encontró que el sencillo era una «balada de R&B con reminiscencias de los 90».

## Video musical
El video musical de «Versace on the Floor» se estrenó el 13 de agosto de 2017 y presenta a la actriz, cantante y bailarina estadounidense Zendaya.

## Presentaciones en vivo
Mars interpretó «Versace on the Floor» durante los Billboard Music Awards de 2017.

## Créditos y personal
Grabación
- Grabado en: Glenwood Place Studios en Burbank, California; mezclado en MixStar Studios, Virginia Beach, Virginia.

Personal
- Bruno Mars – voz principal, composición, voces de fondo
- Phillip Lawrence – composición, voces de fondo
- Christopher Brody Brown – composición
- James Fauntleroy – composición, voces de fondo
- Shampoo Press & Curl – producción
- Greg Phillinganes – teclados
- Charles Moniz – grabación, ingeniería
- Jacob Dennis – asistencia de ingeniería
- Serban Ghenea – mezcla
- John Hanes – ingeniería de mezcla
- Tom Coyne – masterización

Créditos adaptados de las notas de 24K Magic, Atlantic Records

## Posicionamiento en listas
| Lista (2016–18)                        | Posición más alta |
| -------------------------------------- | ----------------- |
| Argentina (Monitor Latino)             | 17                |
| Australia (ARIA)                       | 57                |
| Bolivia (Monitor Latino)               | 5                 |
| Canadá (Canadian Hot 100)              | 43                |
| Canadá (Billboard AC)                  | 36                |
| Canadá (Billboard CHR/Top 40)          | 30                |
| Canadá (Billboard Hot AC)              | 25                |
| Colombia (National-Report)             | 80                |
| Corea del Sur (Gaon)                   | 18                |
| Ecuador (National-Report)              | 41                |
| Escocia (Scottish Singles Sales Chart) | 47                |
| Eslovaquia (Rádio Top 100)             | 55                |
| España (Top 100 Canciones)             | 25                |
| Estados Unidos (Billboard Hot 100)     | 33                |
| Estados Unidos (Adult Top 40)          | 16                |
| Estados Unidos (Dance Club Songs)      | 7                 |
| Estados Unidos (Hot R&B/Hip-Hop Songs) | 15                |
| Estados Unidos (Mainstream Top 40)     | 19                |
| Estados Unidos (Rhythmic)              | 14                |
| Filipinas (Philippine Hot 100)         | 3                 |
| Francia (SNEP)                         | 46                |
| Hungría (Rádiós Top 40)                | 22                |
| Hungría (Single Top 40)                | 13                |
| Israel (Media Forest)                  | 2                 |
| Italia (FIMI)                          | 82                |
| Japón (Japan Hot 100)                  | 64                |
| México (Billboard Mexico Airplay)      | 34                |
| Nueva Zelanda (Recorded Music NZ)      | 27                |
| Portugal (AFP)                         | 96                |
| Reino Unido (UK Singles Chart)         | 59                |
| República Checa (Rádio Top 100)        | 47                |

| Lista (2017)                           | Posición |
| -------------------------------------- | -------- |
| Argentina (Monitor Latino)             | 69       |
| Bélgica (Ultratop Wallonia)            | 69       |
| Estados Unidos (Hot R&B/Hip-Hop Songs) | 59       |
| Hungría (Rádiós Top 40)                | 86       |

## Certificaciones
| País | Certificación | Ventas     |
| --- | ------------- | ---------- |
| Australia (ARIA) | Platino       | 70,000^    |
| Canadá (Music Canada) | Oro           | 40,000^    |
| Francia (SNEP) | Oro           | 75,000*    |
| Italia (FIMI) | Oro           | 25,000‡    |
| Reino Unido (BPI) | Plata         | 200,000‡   |
| Estados Unidos (RIAA) | Platino       | 1,000,000‡ |
| *cifras de ventas basadas únicamente en la certificación ^cifras de envíos basadas únicamente en la certificación xcifras no especificadas basadas únicamente en la certificación |               |            |

## Historial de publicaciones
| País           | Fecha                  | Formato                                           | Discográfica | Ref.  |
| -------------- | ---------------------- | ------------------------------------------------- | ------------ | ----- |
| Estados Unidos | 4 de noviembre de 2016 | Descarga digital streaming – Sencillo promocional | Atlantic     | [ 7 ] |
| Estados Unidos | 12 de junio de 2017    | Hot AC radio                                      | Atlantic     | [ 1 ] |
| Estados Unidos | 13 de junio de 2017    | Contemporary hit radio                            | Atlantic     | [ 8 ] |
| Estados Unidos | 13 de junio de 2017    | Rhythmic contemporary                             | Atlantic     | [ 9 ] |

## Remezcla de David Guetta
El 27 de junio de 2017, una versión de remezclada por David Guetta estuvo disponible en todo el mundo, también fue enviada a estaciones de radio contemporáneas italianas exitosas. El 7 de julio de 2017, impactó en estaciones de radio contemporáneas exitosas en el Reino Unido. La canción sirve como el tercer sencillo internacional del álbum.

### Créditos y personal
Grabación
- David Guetta – intérprete, productor, músico, programador
- Giorgio Tuinfort – producción, música, programación, piano
- Marcel Schimmscheimer – bajo
- Pierre-Luc Rioux – guitarra
- Orquesta – Anna Pelser, Annelieke Marselje, Ben Mathot, David Faber, Diewertje Wanders, Douwe Nauta, Franck Heijden, Ian Jong, Judith Driel, Loes Dooren, Marije Jong, Marleen Wester, Riciotti Ensemble, Saskia Peters, Sofie Pol, Tseroeja Bos
- Jeroen De Rijk – percusión
- Paul Power – grabación
- Bosko – talkbox
- Daddy's Groove – mezcla, masterización

Créditos adaptados de Tidal: Bruno Mars vs. David Guetta – Versace On The Floor, Atlantic Records

### Lista de canciones
| Descarga digital |                                                      |          |  |
| N.º              | Título                                               | Duración |  |
| 1.               | «Versace on the Floor» (Bruno Mars vs. David Guetta) | 3:48     |  |

### Listas
| Lista (2017)                                | Posición más alta |
| ------------------------------------------- | ----------------- |
| Bélgica (Flandes) (Ultratip Bubbling Under) | 5                 |
| Bélgica (Valonia) (Ultratop 50)             | 8                 |
| Polonia (Polish Airplay Top 100)            | 32                |

### Historial de publicaciones
| País        | Fecha               | Formato                    | Discográfica | Ref.    |
| ----------- | ------------------- | -------------------------- | ------------ | ------- |
| Varios      | 27 de junio de 2017 | Descarga digital streaming | Atlantic     | [ n 1 ] |
| Italia      | 27 de junio de 2017 | Contemporary hit radio     | Warner       | [ 65 ]  |
| Reino Unido | 7 de julio de 2017  | Contemporary hit radio     | Atlantic     | [ 66 ]  |